# 菲律宾证券交易所
亿菲律宾比索
菲律宾证券交易所 是菲律宾的证券交易所，位于菲律宾马尼拉大都会达义市。

## 历史
1927年前身马尼拉证券交易所建立，1992年12月23日马尼拉证券交易所和马卡蒂证券交易所合并组成菲律宾证券交易所。2018年合併馬尼拉證交所與馬卡蒂證交所於達義市，2022年因為Covid19的隔離政策與數位化發展，關閉了達義市實體交易大廳實行數位化。